# Beca Lecaros
La Beca Lecaros fue una beca o ayuda para los estudios en el Convictorio de San Francisco Javier, Chile, fundada por Pedro de Lecaros Berroeta, Alcalde de Santiago en 1736, entre otros cargos. El Convictorio de San Francisco Javier fue administrado por los jesuitas, por lo que tras la expulsión de la orden desde Chile, la beca se traslada al Real Convictorio Carolino de Nobles de Santiago de Chile y posteriormente al Instituto Nacional. Los patronos de la beca fueron descendientes del fundador, entre los que se destaca el I marqués de Larraín, José Toribio de Larraín y Guzmán.